# Buttress-Nunatakker
Die Buttress-Nunatakker sind eine Gruppe markanter Nunatakker an der Rymill-Küste des Palmerlands auf der Antarktischen Halbinsel. Mit einer Höhe von bis zu 635 m ragen sie unweit des George-VI-Sunds und rund 16 km westnordwestlich der Seward Mountains auf.
Erstmals gesichtet und grob kartiert wurden sie 1936 von Teilnehmern der British Graham Land Expedition (1934–1937) unter der Leitung des australischen Polarforschers John Rymill. 1949 nahm der Falkland Islands Dependencies Survey eine genauere Vermessung vor und benannte die Formation in Anlehnung an ihr an Stützpfeiler (englisch buttress) erinnerndes Erscheinungsbild.